# 賀年城
賀年城（かねじょう）は、長門国阿武郡嘉年（山口県山口市阿東嘉年下）の勝山にあった日本の城（山城）。別名勝山城。

## 概要
阿東嘉年にある勝山（標高516メートル）に築かれた連郭式の山城。築城年代は鎌倉時代末期とされるが詳細は不明。少なくても南北朝時代にはあったと思われる。正中元年（1324年）に吉見氏が築城した三本松城（津和野城）の西方約8.5キロメートルのところに位置し、同城の支城としての役割を果たした。
山頂の本丸と東側の二の丸の二つの曲輪からなる単純な構造だが、山の急斜面を生かした要害であり、幾つかの堀切が残っている。また、勝山の北北東にある物見ヶ岳には狼煙台が設置され、賀年城と三本松城との連絡に用いられていた。

## 歴史・沿革

### 南北朝時代
長門益田家文書に収められている「虫追政國軍忠状」によれば、建武4年（1337年）5月に南朝の軍勢が攻め寄せたと記録されている。賀年城には、石見国長野庄の惣政所であった虫追（むそう）政國が北朝方の軍勢を率いて籠もり、負傷しながらも大手門から打って出て南朝軍の旗2本を奪ったと伝えられる。

### 室町・戦国時代
文明3年（1471年）には、大内氏第14代当主の大内政弘に対して謀反を起こした大内教幸（道頓）を討伐するため、周防守護代の陶弘護が賀年に攻め込み、賀年城を攻略している（大内道頓の乱）。
大寧寺の変で大内氏第18代大内義隆が滅ぼされると、義隆の姉を娶っていた吉見正頼は謀反人である陶晴賢と対立。天文23年（1554年） に陶晴賢討伐を掲げて正頼が挙兵すると、大内義長を総大将に擁する晴賢も出陣する（三本松城の戦い）。賀年城には、波多野滋信・波多野秀信親子と援軍の吉見範弘・下瀬頼定が300余の兵を率いて籠もり、勝山から少し離れた場所には吉賀頼貞親子が100人の手勢を率いて陣取った。しかし、3月2日に攻め寄せた陶軍は4,500人以上の兵で賀年城を包囲した。籠城軍は、要害堅固な地形を生かして善戦したと伝わるが、家臣の田中次郎兵衛が陶軍に内応したため翌日には落城。波多野親子、吉見範弘らが討ち死にし、下瀬頼定や吉賀頼貞は敗走した。
天文24年（1555年）の厳島の戦いで勝利した毛利元就が周防・長門へ侵攻すると（防長経略）、吉見正頼も呼応して出陣。賀年城を含め、大内方に奪われていた城を奪回している。

## 周辺
- 和田山城 - 勝山の北東の小山にある城。賀年城攻めで三浦房清が兵500で在陣し、吉見方の援軍を阻止した。和田山城址公園。
- 陶寄せ陣 - 賀年城の南にある山に陶晴賢の本陣が置かれたことからこう呼ばれている[2]。
- 茶臼山 - 北側にある陶方の弘中隆兼が陣を張った山[2]。八幡山とも呼ばれる。
- 姥ヶ迫 - 落城を逃れてきた乳母と若者がホラ貝を吹いたが、音が味方では無く敵方に聞かれてしまったという伝説が残る場所[2]。